# 3928 Randa
3928 Randa (1981 PG) là một tiểu hành tinh vành đai chính được phát hiện ngày 4 tháng 8 năm 1981 bởi P. Wild ở Zimmerwald.